# Synagoga Jakuba Icchoka Horowitza w Lublinie
Synagoga Jakuba Icchoka Horowitza w Lublinie – nieistniejąca, drewniana synagoga znajdująca się w Lublinie, w podwórzu kamienicy przy nieistniejącej obecnie ulicy Szerokiej 28. Była pierwszą legalnie działającą bożnicą chasydzką w środkowej Polsce.
Synagoga została zbudowana w 1794 roku z inicjatywy i funduszy Jakuba Icchoka Horowitza-Szternfelda, zwanego Widzącym z Lublina. W jej wnętrzu znajdowała się obszerna biblioteka zawierająca wiele cennych ksiąg religijnych. Zimą znajdowali w niej schronienie starzy i bezdomni Żydzi, traktujący główną salę modlitewną jako przytułek. Całość mogła pomieścić kilkaset modlących się osób. 
W okresie międzywojennym bożnica straciła na znaczeniu; uczęszczali do niej najbiedniejsi chasydzi. Podczas II wojny światowej hitlerowcy zdewastowali wnętrze synagogi. Podczas likwidacji getta lubelskiego w 1942 roku budynek synagogi został wyburzony. Po zakończeniu wojny nie został odbudowany. Na jej miejscu w latach 50. wzniesiono nową kamienicę.
Obecnie synagogę oraz Widzącego z Lublina upamiętnia tablica pamiątkowa umieszczona na kamienicy znajdującej się przy placu Zamkowym 10. 